# 六高台
六高台（ろっこうだい）は、千葉県松戸市の町丁。本項では隣接する六高台西（ろっこうだいにし）についても述べる。

## 地理および概要
松戸市の東部に広がる。住居表示の整備は実施されておらず、丁目の部分まで含めて一つの大字となる。

### 六高台
現行の行政地名は六高台一丁目から六高台九丁目。郵便番号は270-2203。
東武野田線（東武アーバンパークライン）六実駅の西側にある地域。地域の中央を北西から南東に向けて大きな通り（さくら通り）が走っている。六実地区に隣接しており、六実とつく施設が多い。

### 六高台西
丁番を持たない単独町名。郵便番号は270-2205。
住宅街が広がる。

## 世帯数と人口
2017年（平成29年）11月1日時点の世帯数と人口は以下の通りである。

### 六高台
| 丁目         | 世帯数    | 人口     |
| ------------ | --------- | -------- |
| 六高台一丁目 | 324世帯   | 728人    |
| 六高台二丁目 | 702世帯   | 1,558人  |
| 六高台三丁目 | 556世帯   | 1,342人  |
| 六高台四丁目 | 732世帯   | 1,679人  |
| 六高台五丁目 | 920世帯   | 2,294人  |
| 六高台六丁目 | 499世帯   | 1,217人  |
| 六高台七丁目 | 1,349世帯 | 3,198人  |
| 六高台八丁目 | 1,015世帯 | 2,834人  |
| 六高台九丁目 | 468世帯   | 1,101人  |
| 計           | 6,565世帯 | 15,951人 |

### 六高台西
| 丁目     | 世帯数  | 人口  |
| -------- | ------- | ----- |
| 六高台西 | 163世帯 | 347人 |

## 小・中学校の学区
市立小・中学校に通う場合、学区は以下の通りとなる。
| 丁目・町丁   | 区域 | 小学校                 | 中学校             |
| ------------ | ---- | ---------------------- | ------------------ |
| 六高台一丁目 | 全域 | 松戸市立六実第三小学校 | 松戸市立六実中学校 |
| 六高台二丁目 | 全域 | 松戸市立六実第三小学校 | 松戸市立六実中学校 |
| 六高台三丁目 | 全域 | 松戸市立六実第三小学校 | 松戸市立六実中学校 |
| 六高台四丁目 | 全域 | 松戸市立六実小学校     | 松戸市立六実中学校 |
| 六高台五丁目 | 全域 | 松戸市立六実小学校     | 松戸市立六実中学校 |
| 六高台六丁目 | 全域 | 松戸市立六実小学校     | 松戸市立六実中学校 |
| 六高台七丁目 | 全域 | 松戸市立六実第三小学校 | 松戸市立六実中学校 |
| 六高台八丁目 | 全域 | 松戸市立六実第三小学校 | 松戸市立六実中学校 |
| 六高台九丁目 | 全域 | 松戸市立六実小学校     | 松戸市立六実中学校 |
| 六高台西     | 全域 | 松戸市立六実第三小学校 | 松戸市立六実中学校 |

## 主な施設
- 松戸市役所六実支所
- 松戸市六実消防署
- 千葉県立松戸六実高等学校
- 松戸市立六実中学校
- 松戸市立六実小学校
- 松戸市立六実第三小学校
- 松戸市立六実保育所
- 松戸市立図書館六実分館
- 松戸六高台郵便局
- 六実中央公園